# Инициатива Дарма
Инициатива Дарма (на английски: Dharma Initiative – акроним – Department of Heuristics and Research on Material Applications) е измислен изследователски проект, представен в американския сериал „Изгубени“. За първи път е споменат във втория сезон на сериала – „Orientation“. През 2008 стартира уебсайтът на Инициатива Дарма. 'Дхарма' е Санскрит и се използва в Индуизма. Среща се също в Будизма (където понякога се нарича „Дхамма“), за да опише ученията на Сидхарта Гаутама.

## История
Инициативата Дарма се споменава за първи път в епизода „Orientation“ в ориентировъчния филм за станция „Лебед“, в който Пиер Чанг, под псевдонима Д-р Марвин Кендъл, обяснява, че проектът е създаден през 1970 година от двама учени от университета в Мичиган – Жералд и Карън ДеГруут (Майкъл Гилдей и Кортни Лавин) и финансиран от Алвар Хансо (Йън Патрик Уилямс). Те създали проекта с идеята свободомислещите учени от цял свят да правят различни изследвания в областта на метеорологията, психологията, парапсихологията, зоологията, електромагнетизма.
Ориентировъчният филм за станция „Лебед“ подсказва, че на Острова се е случил „инцидент“. Вероятно това се е случило преди създаването на филма през 1980 г. В изрязаните кадри от него (намерени в станция „Стрела“ от Г-н Еко), Д-р Кендъл настоява, че компютърът в станция „Лебед“ не бива да се използва за никакви други цели, и особено за комуникация с други станции, като посочва, че това има общо с инцидента, за който няма повече информация.
През 1988 г., когато Русо и нейният екип корабокрушират на Острова, много от съоръженията на Острова са изоставени, включително и радио кулата. Инициативата Дарма не прави никакъв опит да потърси и да спаси Даниел или екипа ѝ, въпреки че изминават 4 години между пристигането ѝ на Острова, когато тя записва своя зов за помощ, и чистката.
Когато учените от Дарма пристигат на Острова, те се сблъскват с местните жители, които оцелелите от Полет 815 наричат „Другите“. Те са живели там дълго преди Инициативата. Конфликтът приключва през 1992 г., когато един от членовете на Дарма – Бенджамин Лайнъс (Майкъл Емерсън) се присъединява към Другите и им помага да избият останалите членове, използвайки отровен газ. Това събитие е известно като „Чистката“. Телата са хвърлени в голям гроб в джунглата.
През 2001 г. Келвин Инман намира Дезмънд на плажа. По това време Келвин все още работи за Инициативата Дарма в станция „Лебед“.

## Изследователски станции
Инициативата Дарма построява няколко изследователски станции на Острова, разположени на скрити места, под водата или под формата на бункери. След като Полет 815 на Океаник катастрофира през септември 2004, оцелелите откриват няколко от тези станции. Първо откриват станция „Лебед“, която наричат „бункерът“. По-късно са открити още десет станции, всяка от която има свое собствено лого във формата на осмоъгълник със символ в средата.

### Станция 2: Стрела
Станция „Стрела“ е показана за първи път в епизода „The Other 48 Days“. В епизода „Because You Left“ виждаме как Чен записва ориентировъчния филм, в които обяснява, че основната ѝ цел е да наблюдава „Другите“ и да се създават стратегии срещу тях.

### Станция 3: Лебед
Станция „Лебед“ е лаборатория, използвана от Инициативата Дарма за изследвания върху електромагнетизма на Острова. Вследствие на „Инцидента“ е поставен компютър, в който трябва да се въвеждат числата 4 8 15 16 23 42 на всеки 108 минути, след което да се натисне бутона „Изпълни“. По този начин се освобождава опасното количество електромагнитна енергия. След като намират станцията, оцелелите започват да натискат бутона. Заради съмненията, че всичко това е психологически експеримент обаче, веднъж решават да не натиснат бутона, вследствие на което станцията е разрушена.

### Станция 4: Пламък
„Пламъкът“ е станция за комуникация с външния свят.

### Станция 5: Перла
Станция „Перла“ е мястото, където екип от Дарма е извършвал психологически изследвания. „Перла“ е втората станция, открита от оцелелите. В нея има екрани, показващи какво става в другите станции. Екипът в „Перла“ наблюдава всичко и си води записки. След като изпише тетрадка със записки, я поставя в камера, изстрелваща записките по тръба, която би трябвало да води до друга част от Инициативата Дарма. Но всъщност краят ѝ е в джунглата, където изсипва записките без никой да ги преглежда. Това води до извода, че всъщност „Перла“ е един психологически експеримент на Дарма.

### Станция 6: Орхидея
Показана е за първи път в тричасовия финал на четвъртия сезон, озаглавен „There's No Place Like Home“. Станция „Орхидея“ изглежда като изоставена оранжерия. Има подземна част, в която има камера, която, според ориентировъчен филм, служи за преместване на обекти през времето. Камерата се намира непосредствено до друга стая с колело, вградено в стената, с помощта на което Островът е преместен от Бенджамин Лайнъс, а Джон Лок се маха от Острова.

### Станция?: Хидра
Станция „Хидра“ е станция за изследвания в областта на зоологията. Намира се на друг остров на две мили от този, на който се намират оцелелите. Забелязват се клетки за бели мечки и два големи аквариума за морски представители като акули.

### Станция?: Щабът
„Щабът“ (The Staff) e медицинската станция на Инициативата Дарма. Всички бременни жени преди Клеър са умирали преди да родят бебетата си именно в тази станция.

### Станция?: Огледалото
„Огледалото“ е подводна станция на Дарма. Намира се на 18 метра дълбочина и на около 182 метра от плажа. Оцелелите намират станцията с помощта на кабел, изровен от пясъка на плажа, водещ към нея.

### Станция?: Бурята
Станция „Буря“ е станция, която е служила за разработване на химически оръжия. За първи път е показана в епизода „The Other Woman“.

### Станция?: Фарът
„Фарът“ е единствената известна станция на Дарма извън Острова. С нейна помощ е открито местонахождението на Острова.